# Schloss Obergimpern

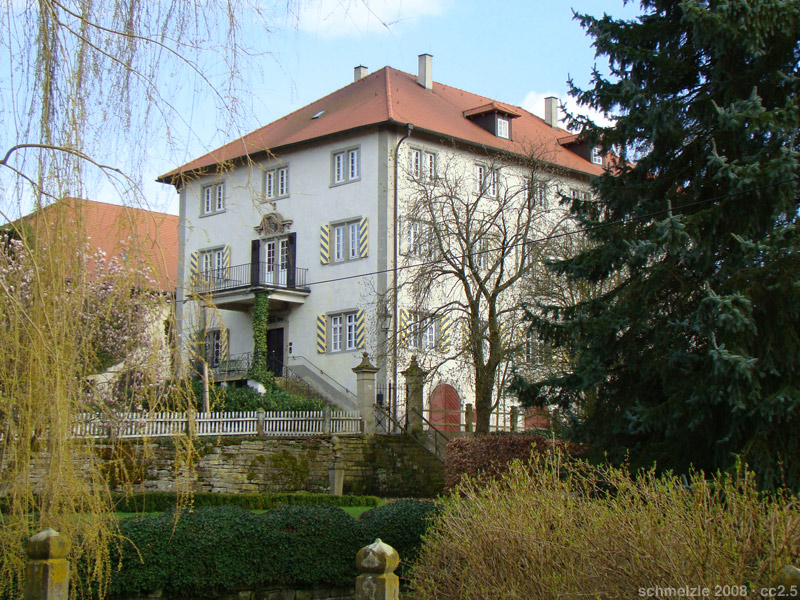
Schloss Obergimpern

Schloss Obergimpern ist ein aus dem Verwaltergebäude einer älteren Burg hervorgegangener Herrensitz in Obergimpern, einem Stadtteil von Bad Rappenau im Landkreis Heilbronn im nördlichen Baden-Württemberg. Seine heutige Gestalt erhielt das Schloss durch mehrere Baumaßnahmen der Grafen von Yrsch, deren Nachfahren das Anwesen bis heute besitzen. Es ist denkmalgeschützt.

## Geschichte

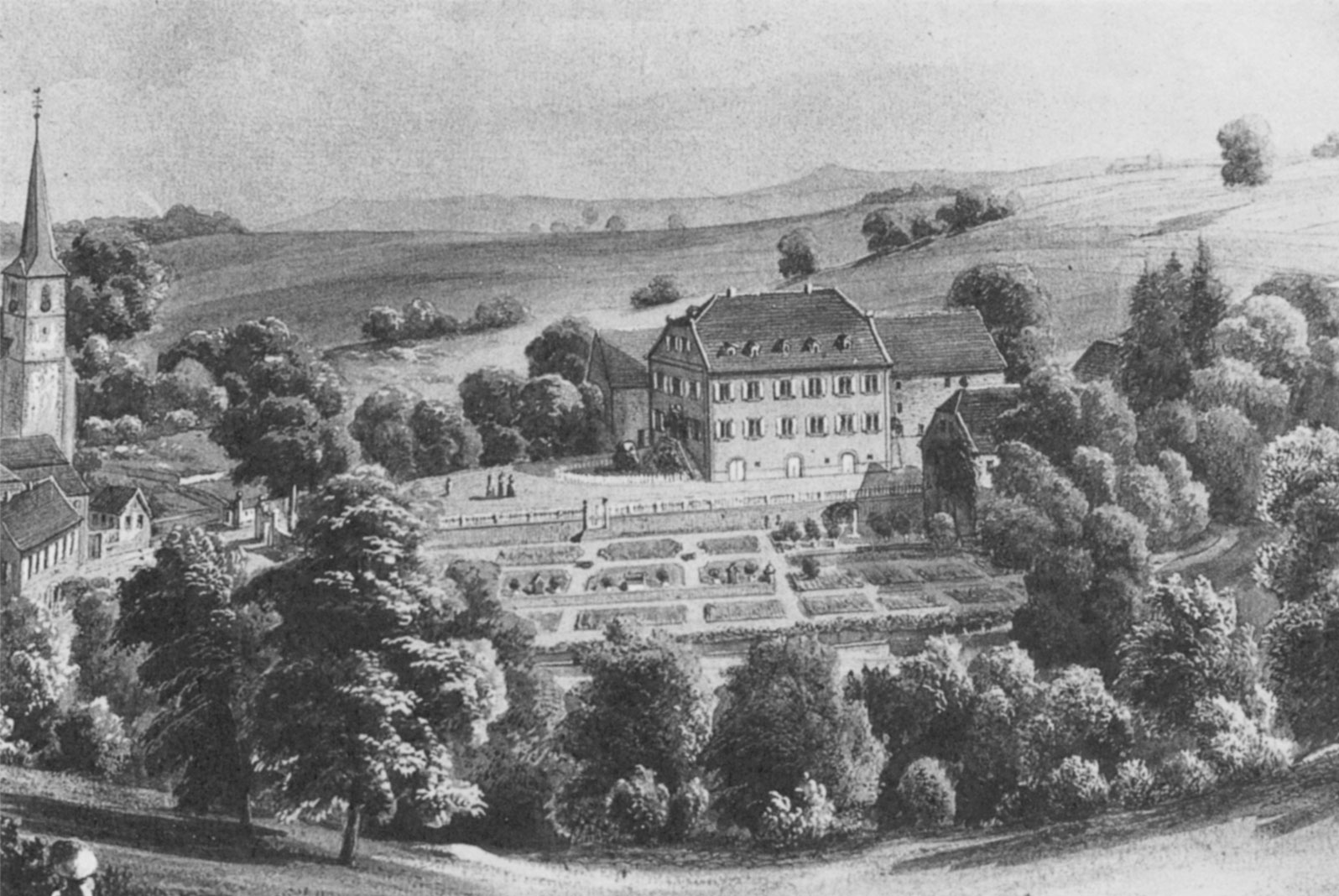
Schloss Obergimpern 1860

In Obergimpern befand sich seit dem 13. oder 14. Jahrhundert eine im Tal des Krebsbachs als Niederungsburg angelegte Wasserburg als Sitz der frühen Ortsherren. Die Burg war vermutlich nur ein befestigtes Holzhaus mit Wall und Wassergraben. Der zugehörige Wirtschaftshof befand sich auf einer südöstlich davon gelegenen Anhöhe. Unter welchen Umständen und wann es zur Aufgabe der Wasserburg kam, ist unbekannt. Bereits unter der Herrschaft der Herren von Helmstatt, deren Obergimperner Seitenlinie 1685 ausstarb, war die Burg wohl verlassen. Anstelle dessen diente das Hauptgebäude des Wirtschaftshofs als Herrensitz bzw. Pächterwohnung. Als nach dem Aussterben der Helmstatt das Lehen in Obergimpern von der Kurpfalz an die Freiherren von Yrsch vergeben worden war, bezeichnete man das Anwesen 1709 bereits als Schloss, wenngleich es damals wohl erst die Ausmaße eines Bauernhauses hatte und auch nicht von der zumeist in Bayern und Südtirol lebenden Herrschaft bewohnt wurde, sondern lediglich zum Sitz deren Amtmanns wurde.
In einem Dokument von 1740 wird das Hauptgebäude als zweistöckiges wohlgebautes Haus bezeichnet, das Zugehör umfasste Scheuern, Stallungen mit Gewölbekellern sowie verschiedene Ländereien. Freiherr Johann Carl von Yrsch (1695–1766) lebte in Mannheim, ließ aber ab jenem Jahr auf dem nahen Eulenberg bei Obergimpern ein Hofgut errichten. Bei der Aufteilung seines Besitzes an seine Söhne im Jahr 1762 erhielt Bernhard (1727–1778) den Hof Eulenberg, während der Ort Obergimpern mit dem Amtmannssitz an Johann Nepomuk von Yrsch (1736–1811) kam. Dieser veranlasste nach dem 1764 erfolgten Umbau der benachbarten Kirche in den Jahren 1765/66 eine bedeutende Vergrößerung des Schlosses, indem er dessen Baukörper verlängern und mit einem Krüppelwalmdach decken ließ. Als die Residenz der Kurpfalz nach München verlegt wurde, berief man 1779 auch Johann Nepomuk dorthin ab, so dass das frisch ausgebaute Schloss in der Folgezeit wieder dem Verfall preisgegeben war.
Im Jahr 1862 kam mit Sigmund August Carl von Yrsch-Pienzenau (1808–1899) der Enkel des vormaligen Bauherrn des Schlosses nach Obergimpern. Sigmund August Carl nahm das Schloss als Ruhesitz nach seiner Pensionierung aus militärischen Diensten und ließ es in den 1860er Jahren im Stil des Klassizismus renovieren, wobei das Schloss aufgestockt wurde und ein sehr flaches Walmdach über einem Mezzanin erhielt. Planzeichnungen sahen für diesen Umbau noch einiges an Zierrat wie Zinnen und Türmchen vor, der dann jedoch nicht zur Ausführung kam.
Das Schloss kam über die Hochzeit der Yrsch-Erbtochter Luitgard (1922–1993) mit Götz von Bülow (1911–2003) an die Familie von Bülow, die das Gebäude weiterhin besitzt. Das Gebäude wurde in den 1960er Jahren modernisiert, wobei das Mezzanin wieder entfernt wurde, um eine größere Neigung der Dachflächen zu erzielen. Das zugehörige Schlossgut war die meiste Zeit verpachtet und das Schloss diente häufig nur als Sommerwohnsitz der Besitzerfamilie. Dauerhaft bewohnt und instand gehalten wird es erst seit 1991.

## Beschreibung

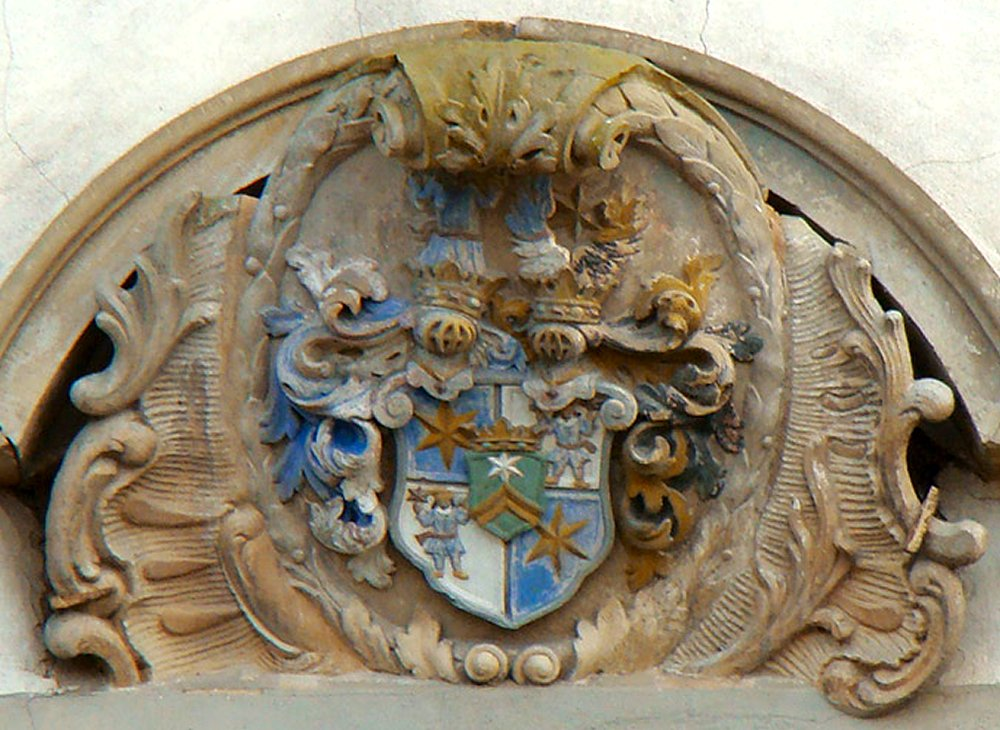
Yrsch-Wappen über dem Balkon auf der Nordseite

Das Hauptgebäude ist ein rechteckiger, dreigeschossiger Putzbau mit Walmdach, der über eine nach Norden vorgebaute Freitreppe erschlossen wird. Unter dem Gebäude befinden sich drei etwa gleich große Gewölbekeller. Die ältesten Teile des Schlossgebäudes sind der nördliche Gewölbekeller und die beiden unteren Geschosse des nördlichen Drittels des Gebäudes. Diese Bauteile entsprechen im Wesentlichen dem Baukörper des schon in der ersten Hälfte des 18. Jahrhunderts vorhandenen Verwalterbaus, der durch Verlängerung und Aufstockung dann sukzessive zum heutigen Schloss ausgebaut wurde, wobei die ursprüngliche Traufseite zur zunächst Giebelseite wurde, bevor das Schloss bis um 1880 ein Walmdach erhielt. Der über der Freitreppe nach Norden angebaute Balkon stammt ebenfalls von den Umbauten um 1880. Über der Tür zum Balkon befindet sich an der Nordfassade ein großes Wappen der Freiherren von Yrsch in der seit dem späten 18. Jahrhundert gebräuchlichen Form.
Auf der Ostseite des Schlosses befindet sich ein langgezogener alter Kuh- und Schweinestall, der in die steile Böschung hineingebaut ist. Südwestlich des Schlosses befindet sich eine Gebäudegruppe aus altem Wasch- und Backhaus, Pächterhaus und Gärtnerhaus. Westlich des Schlosses befand sich einst auch noch ein Meiereigebäude.
Westlich an das Schloss und wegen der Hanglage durch eine Stützmauer abgetrennt, schließt sich der um 1766 angelegte relativ kleine Schlossgarten an. Über das ursprüngliche Aussehen des Schlossgartens gibt es keine Unterlagen und auch die wenigen historischen Abbildungen sind mit Hinblick auf den Garten wohl eher idealisierend oder sonst wie nicht der Realität entsprechend. Es kann jedoch jeher von einer repräsentativen und formalen Anlage des sich nach Westen bis zum Schlosswiesenbach erstreckenden Gartens ausgegangen werden, zumal das Schlossgut noch über eine eigene Gärtnerei im Bereich der früheren Wasserburg verfügte. Die Gärtnerei, die auch für die Pflege des Schlossgartens zuständig war, wurde zu Beginn der 1960er Jahre aufgegeben, auf dem Gelände wurde 1965 der Kindergarten von Obergimpern errichtet. Der Schlossgarten wurde in den 1960er Jahren der leichteren Pflege wegen in eine Rasenfläche mit lockerem Baumbestand umgewandelt.
In die Stützmauern zum Schlossgarten hin und vermutlich auch in die Schlosserweiterung um 1766 sind wohl Bauteile der alten Wasserburg eingegangen. In der Gartenmauer sind nicht mehr zu deutende Reste von Mustern und Inschriften zu erkennen.